# Соколовичи (община Соколац)
Соколовичи (на сръбски: Соколовићи) е село в Босна и Херцеговина, разположено в община Соколац, в ентитета на Република Сръбска. Населението му според преброяването през 2013 г. е 28 души, от тях: 28 (100 %) сърби.

## Население
Численост на населението според преброяванията през годините:
- 1961 – 165 души
- 1971 – 149 души
- 1981 – 120 души
- 1991 – 80 души
- 2013 – 28 души